# Фицпатрик, Габриэль
Габриэ́ль Фицпа́трик (англ. Gabrielle Fitzpatrick; 1 февраля 1967, Брисбен, Австралия) — австралийская актриса

 и фотомодель.

## Биография и карьера
Габриэль Фицпатрик родилась 1 февраля 1967 года в Брисбене (Австралия).
Фицпатрик начинала как профессиональная модель. Она пробовалась на роль модели в фильме Карло Вандзины «Виа Монтенаполеоне» во время фотосессии в Милане, но получила актёрскую роль. Появилась в рекламе Outback Steakhouse. Появилась в реалити-шоу «Уличные торговцы» (эпизод «Пахнет золотом»), чтобы передать их идею Вертикального гриля Билли Мэйсу и Энтони Салливану.
С 10 сентября 2008 года Фицпатрик замужем за художником-мультипликатором Шоном Сютоном.

## Избранная фильмография
| Год       |   | Русское название              | Оригинальное название                   | Роль             |
| --------- | - | ----------------------------- | --------------------------------------- | ---------------- |
| 1995      | ф | Могучие морфы: Рейнджеры силы | Mighty Morphin Power Rangers: The Movie | Дульсея          |
| 1997      | ф | Мистер Крутой                 | Mr. Nice Guy                            | Дайана           |
| 1997—1998 | с | Полиция Нью-Йорка             | NYPD Blue                               | Наоми Рейнольдс  |
| 1998      | с | Фрейзер                       | Frasier                                 | Клэр             |
| 1999      | ф | Инферно                       | Inferno                                 | Ронда Рейнольдс  |
| 2000      | с | Детектив Нэш Бриджес          | Nash Bridges                            | Фиона Чайлдс     |
| 2001      | с | Провиденс                     | Providence                              | Виктория Эвердин |
| 2004      | с | 24 часа                       | 24                                      | Дайана Уайт      |
| 2004      | с | Северный берег                | North Shore                             | Миссис Фаррелл   |
| 2006—2007 | с | Остаться в живых              | Lost                                    | Линдси Литтлтон  |